# Козлова улица
Козло́ва у́лица — тупиковая улица в Москве, на территории района Можайский Западного административного округа. В районе улицы сохранились старые деревянные дома, построенные ещё в городе Кунцево, среди местных жителей этот район называют Козловка.

## Описание
Улица проходит параллельно улице Вересаева и Аминьевскому шоссе от небольшого леса у Можайского шоссе до реки Сетунь. С улицами Вересаева, Тюльпанная и Артамонова Козлова улица соединена безымянными проездами. На улице есть еще дачные участки с яблоневыми садами и одноэтажными деревянными домами.
В северной части улица не имеет асфальтового покрытия и выглядит, как заброшенная просека с деревянными столбами среди перелеска. Асфальтовое покрытие в южной части улицы — результат того, что проезд, соединяющий улицы Вересаева, Тюльпанную и Козлову, сделали выездом на Аминьевское шоссе. Это уже не Козлова улица как таковая.

## Происхождение названия
Улица названа в 1930-е годы в городе Кунцево Московской области в честь первого председателя Кунцевского волостного исполкома Сергея Васильевича Козлова, убитого зажиточными крестьянами в октябре 1918 года. Ранее называлась Мартыновский проезд. При включении в черту города Москвы в 1960 году название было сохранено.
Долгое время происхождение названия было достоверно не установлено. К знаменитым людям, носившим фамилию Козлов, в том числе к жившему в Кунцеве поэту И. И. Козлову, название улицы отношения не имеет. В 5-м издании справочника «Имена московских улиц» (М.: Моск. рабочий, 1988) приводится версия, слышанная Ю. К. Ефремовым от неназванных местных жителей, будто название дано в 1920-х гг. в честь политического ссыльного Козлова, организатора совхоза «Красные Зори», умершего в соседней деревне Ново-Ивановской и похороненного с революционными почестями в обитом красной материей гробу. (недоступная ссылка с 27-10-2013 [4308 дней]) Однако более подробных сведений о товарище Козлове (его имя, отчество, точные даты рождения и смерти) составителям справочника найти не удалось, равно как и документов о его причастности к созданию совхоза «Красные Зори», название которого сохраняет одна из ближайших улиц. В дальнейшем Ю. К. Ефремов к версии о революционере Козлове не возвращался. Наконец, кунцевский краевед Савелий Рожков в июне 2018 года отыскал статью в районной газете «Знамя Октября» от 7 ноября 1957 года, после чего стало ясно, что улица была названа в память об убитом кулаками в 1918 году первом председателе волостного исполнительного комитета Сергее Васильевиче Козлове.
Вследствие неопределённости происхождения укоренилось произношение названия «Козлова улица» в форме притяжательного прилагательного. В этой форме оно включено в Общемосковский классификатор улиц Москвы.

## Транспорт

### Наземный транспорт
По улице общественный транспорт не ходит.
- Поблизости, на Можайском шоссе, расположена автобусная остановка «Улица Вересаева», откуда ходят автобусы:
  - № 45, 190, 610, 612, 733 (до метро «Кунцевская»)
  - № 103, 157, 205, 231, 818 (до метро «Славянский бульвар»)
- По Аминьевскому шоссе ходят автобусы № 11, 77, 91, 104, 236, 732, 688, 856.